# 海洋山
海洋山是位於中國廣西省桂林東南部的一座山，處在兴安、灵川、灌阳、全州等縣境內。山中有村落海洋鄉，此地以擁有眾多的銀杏而出名，被譽為“中國銀杏第一鄉”。海洋山屬於廣義上的南嶺，是湘江的發源地。 其主峰為宝界岭，海拔1,936（6,352英尺）。